# Eulaema mocsaryi
Eulaema mocsaryi är en biart som först beskrevs av Heinrich Friese 1899.  Eulaema mocsaryi ingår i släktet Eulaema, tribuset orkidébin och familjen långtungebin. Inga underarter finns listade.

## Beskrivning
Ett stort, svart bi med en längd omkring 23 mm. Huvud och mellankropp har korta, svarta hår, medan bakkroppens ovansida har tät, kort, gulbrun till brunaktig hårväxt som blir ljusare mot mitten. Stergiterna (buksidans bakkroppssegment) 2 till 6 har fin, gulaktig behåring. Benen är svarta och håriga.

## Ekologi

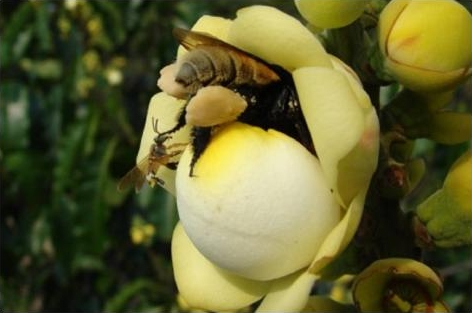
Eulaema mocsaryi är det stora biet överst; medan den besöker en blomma, försöker ett annat, gaddlöst bi (Frieseomelitta longipes, det lilla biet till vänster) stjäla dess insamlade pollen

Växter som biet har påträffats på är bland andra paranöt samt Tococa coronata och Mouriri nervosa, två arter i familjen medinillaväxter Arten kan uppvisa ett tämligen aggressivt beteende vid födokällan.

## Utbredning
Eulaema mocsaryi finns i stora delar av Sydamerika från Venezuela i norr till mellersta Argentina i söder, och från Ecuador och Peru öster till Brasilien (delstaten Piaui) i väster